# Hyperstrotia hirtipennis
Hyperstrotia hirtipennis är en fjärilsart som beskrevs av Warren. Hyperstrotia hirtipennis ingår i släktet Hyperstrotia och familjen nattflyn. Inga underarter finns listade i Catalogue of Life.